# Marco Farfan
Pour les articles homonymes, voir Farfan.
Marco Farfan, né le 12 novembre 1998 à Portland en Oregon, est un joueur international américain de soccer qui joue au poste d'arrière latéral aux Tigres UANL. Il possède également la nationalité mexicaine,.

## Biographie

### Carrière en club

#### Débuts à Portland
Natif de Gresham, Marco Farfan rejoint les jeunes des Timbers de Portland en 2013. Lors de la saison 2016, il intègre l'équipe réserve des Timbers de Portland en USL et continue ses études secondaires à la Centennial High School,,. Le 26 mars 2016, il fait ses débuts en tant que titulaire en USL face aux Rangers de Swope Park (défaite 2-1),. Il est très nerveux sur le terrain lors de sa première rencontre professionnelle. Le 3 mai, il est nommé dans l’équipe de la semaine 6. Il est nommé en juillet 2016 dans les 20 Under 20, les 20 meilleurs joueurs de moins de 20 ans de la USL.
Le 14 octobre 2016, il signe avec les Timbers de Portland un contrat en tant que Homegrown Player. Il devient le premier Homegrown Player issu de l'académie des Timbers. Il est choisi comme remplaçant de Vytautas Andriuškevičius au poste d'arrière gauche. Le 12 mars 2017, il fait ses débuts en tant que titulaire en MLS, face au Galaxy de Los Angeles (victoire 0-1). Il ne s’attendait pas à faire ses débuts lors de la deuxième rencontre de la saison. Il devient ainsi le plus jeune joueur à avoir joué en équipe première à l'âge de 18 ans et 120 jours. Le 3 avril, il est nommé dans l’équipe de la semaine 5. Le 9 juillet, il délivre deux passes décisives pour ses coéquipiers Jeremy Ebobisse et Victor Arboleda face au Galaxy II de Los Angeles (défaite 3-4). Il dispute six matchs pour sa première saison en MLS.
Avec la réserve, il inscrit son premier but en professionnel en USL, le 5 août 2018, face au Rising de Phoenix (défaite 1-4). Puis, il délivre sa première passe décisive de la saison, pour Marvin Loría (en) face aux Roughnecks de Tulsa le 9 septembre (victoire 4-0). Le 13 juillet 2019, il se blesse au genou gauche lors de la rencontre face aux Rapids du Colorado, et devient indisponible pour deux mois minimum.
La saison 2020 est suspendue après deux semaines d'activités en raison de la pandémie de Covid-19 aux États-Unis. C’est dans ce contexte très particulier que Farfan retrouve les terrains quatre mois après, à l’occasion du tournoi nommé MLS is Back,. Il participe à une seule rencontre du tournoi et les Timbers terminent premiers de leur groupe. Présent sur la feuille de match de la finale du tournoi remporté face à Orlando City SC, il n'entre pas en jeu,. Néanmoins, il voit son temps de jeu augmenter en fin de saison,.

#### Los Angeles puis Dallas
Le 13 décembre 2020, il est échangé à la franchise du Los Angeles FC, contre 300 000 dollars en allocation générale,. Il entre alors en concurrence pour le poste d'arrière gauche avec Diego Palacios.
Farfan connait une bonne saison avec le club angelin où il participe à vingt-neuf rencontres en 2021. Il est néanmoins prêté pour un match aux Lights de Las Vegas en USL Championship en septembre 2021 où il affronte les Roots d'Oakland (défaite 0-1).
À l'aube du lancement de la saison 2022, le 10 février 2022, Farfan est transféré au FC Dallas en échange de Ryan Hollingshead.

### Carrière internationale
Le 30 novembre 2020, Marco Farfan est convoqué pour la première fois en équipe des États-Unis par le sélectionneur national Gregg Berhalter, pour un match amical contre le Salvador. Le 9 décembre 2020, il honore sa première sélection contre le Salvador. Lors de ce match, il entre à la 46e minute de la rencontre, à la place de Sam Vines. Le match se solde par une large victoire 6-0 des Américains.
Le 1er mars 2021, il est retenu dans la pré-liste de trente-et-un joueurs pour le tournoi pré-olympique masculin de la CONCACAF 2020 avec les moins de 23 ans,, mais Farfan n'est pas retenu dans la liste finale de vingt joueurs.

## Statistiques

### Statistiques détaillées
| Saison                | Club                       | Championnat           | Championnat | Championnat | Championnat | Coupe(s) nationale(s) | Coupe(s) nationale(s) | Coupe(s) nationale(s) | Compétition(s) continentale(s) | Compétition(s) continentale(s) | Compétition(s) continentale(s) | Compétition(s) continentale(s) | Séries | Séries | Séries | Total | Total | Total |
| Saison                | Club                       | Division              | M.          | B.          | P.d.        | M.                    | B.                    | P.d.                  | Comp.                          | M.                             | B.                             | P.d.                           | M.     | B.     | P.d.   | M.    | B.    | P.d.  |
| 2016                  | Timbers 2 de Portland      | USL                   | 18          | 0           | 0           | -                     | -                     | -                     | -                              | -                              | -                              | -                              | -      | -      | -      | 18    | 0     | 0     |
| 2017                  | Timbers 2 de Portland      | USL                   | 9           | 0           | 2           | -                     | -                     | -                     | -                              | -                              | -                              | -                              | -      | -      | -      | 9     | 0     | 2     |
| 2018                  | Timbers 2 de Portland      | USL                   | 11          | 1           | 1           | -                     | -                     | -                     | -                              | -                              | -                              | -                              | 1      | 0      | 0      | 12    | 1     | 1     |
| 2019                  | Timbers 2 de Portland      | USLC                  | 17          | 0           | 0           | -                     | -                     | -                     | -                              | -                              | -                              | -                              | -      | -      | -      | 17    | 0     | 0     |
| Sous-total            | Sous-total                 | Sous-total            | 55          | 1           | 3           | -                     | -                     | -                     | -                              | -                              | -                              | -                              | 1      | 0      | 0      | 56    | 1     | 3     |
| 2017                  | Timbers de Portland        | MLS                   | 6           | 0           | 0           | 1                     | 0                     | 0                     | -                              | -                              | -                              | -                              | -      | -      | -      | 7     | 0     | 0     |
| 2018                  | Timbers de Portland        | MLS                   | 11          | 0           | 0           | 0                     | 0                     | 0                     | -                              | -                              | -                              | -                              | -      | -      | -      | 11    | 0     | 0     |
| 2019                  | Timbers de Portland        | MLS                   | 3           | 0           | 0           | 1                     | 0                     | 0                     | -                              | -                              | -                              | -                              | -      | -      | -      | 4     | 0     | 0     |
| 2020                  | Timbers de Portland        | MLS                   | 14          | 0           | 0           | -                     | -                     | -                     | -                              | -                              | -                              | -                              | 1      | 0      | 0      | 15    | 0     | 0     |
| Sous-total            | Sous-total                 | Sous-total            | 34          | 0           | 0           | 2                     | 0                     | 0                     | -                              | -                              | -                              | -                              | 1      | 0      | 0      | 37    | 0     | 0     |
| 2021                  | Los Angeles FC             | MLS                   | 29          | 0           | 0           | -                     | -                     | -                     | -                              | -                              | -                              | -                              | -      | -      | -      | 29    | 0     | 0     |
| 2021                  | Lights de Las Vegas (prêt) | USLC                  | 1           | 0           | 0           | -                     | -                     | -                     | -                              | -                              | -                              | -                              | -      | -      | --     | 1     | 0     | 0     |
| 2022                  | FC Dallas                  | MLS                   | 32          | 1           | 3           | -                     | -                     | -                     | -                              | -                              | -                              | -                              | 2      | 0      | 0      | 34    | 1     | 3     |
| 2023                  | FC Dallas                  | MLS                   | 32          | 1           | 3           | 1                     | 0                     | 0                     | LC                             | 3                              | 0                              | 1                              | 2      | 0      | 0      | 38    | 1     | 4     |
| 2024                  | FC Dallas                  | MLS                   | 26          | 1           | 1           | 3                     | 0                     | 0                     | LC                             | 2                              | 0                              | 0                              | -      | -      | -      | 31    | 1     | 1     |
| 2025                  | FC Dallas                  | MLS                   | 17          | 0           | 0           | 1                     | 0                     | 0                     | -                              | -                              | -                              | -                              | -      | -      | -      | 18    | 0     | 0     |
| Sous-total            | Sous-total                 | Sous-total            | 107         | 3           | 7           | 5                     | 0                     | 0                     | -                              | 5                              | 0                              | 1                              | 4      | 0      | 0      | 121   | 3     | 8     |
| 2025-2026             | Tigres UANL                | Liga MX               | -           | -           | -           | -                     | -                     | -                     | -                              | -                              | -                              | -                              | -      | -      | -      | 0     | 0     | 0     |
| Total sur la carrière | Total sur la carrière      | Total sur la carrière | 226         | 4           | 10          | 7                     | 0                     | 0                     | -                              | 5                              | 0                              | 1                              | 6      | 0      | 0      | 244   | 4     | 11    |

## Palmarès
Timbers de Portland
- Vainqueur du tournoi MLS is Back en 2020